# علم الفلك خارج المجري

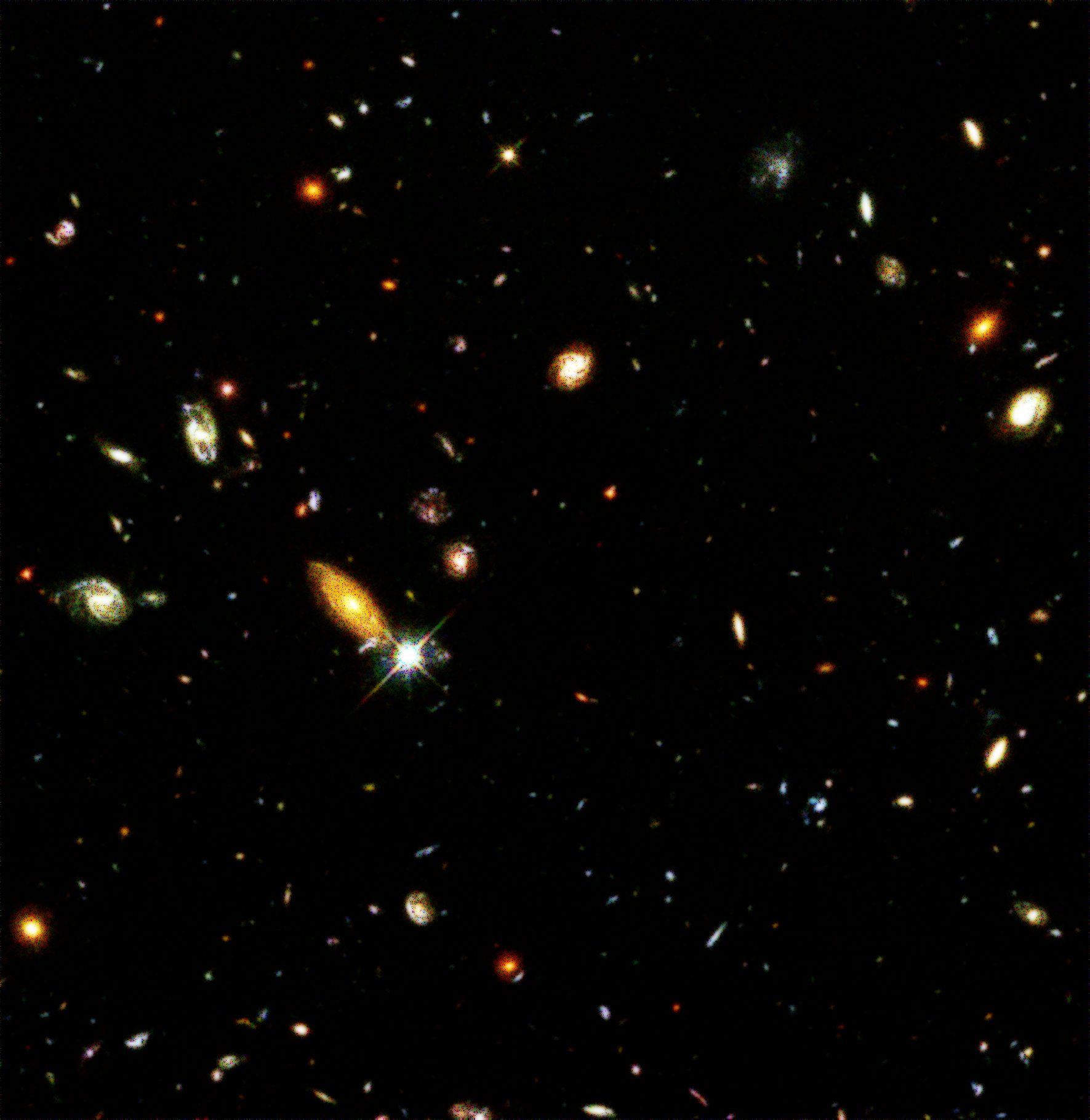

علم الفلك خارج المجرة أحد فروع علم الفلك الذي يهتم بدراسة الأجرام الفلكية خارج مجرة درب التبانة (دراسة الأجسام الفلكية التي لا يغطيها علم الفلك المجري).

## مواضيع الدراسة
- مجموعات وعناقيد المجرات
- نجم زائف
- مجرات راديوية
- مستعرات عظمى